# Cape Vincent (village, New York)
Ne doit pas être confondu avec Cape Vincent (New York).
Cape Vincent est un village situé dans le comté de Jefferson, dans l'État de New York, aux États-Unis,. En 2010, il comptait une population de 726 habitants.

## Démographie
Lors du recensement de 2010, le village comptait une population de 726 habitants. Elle est estimée, en 2019, à 692 habitants.